# ぽーぽー

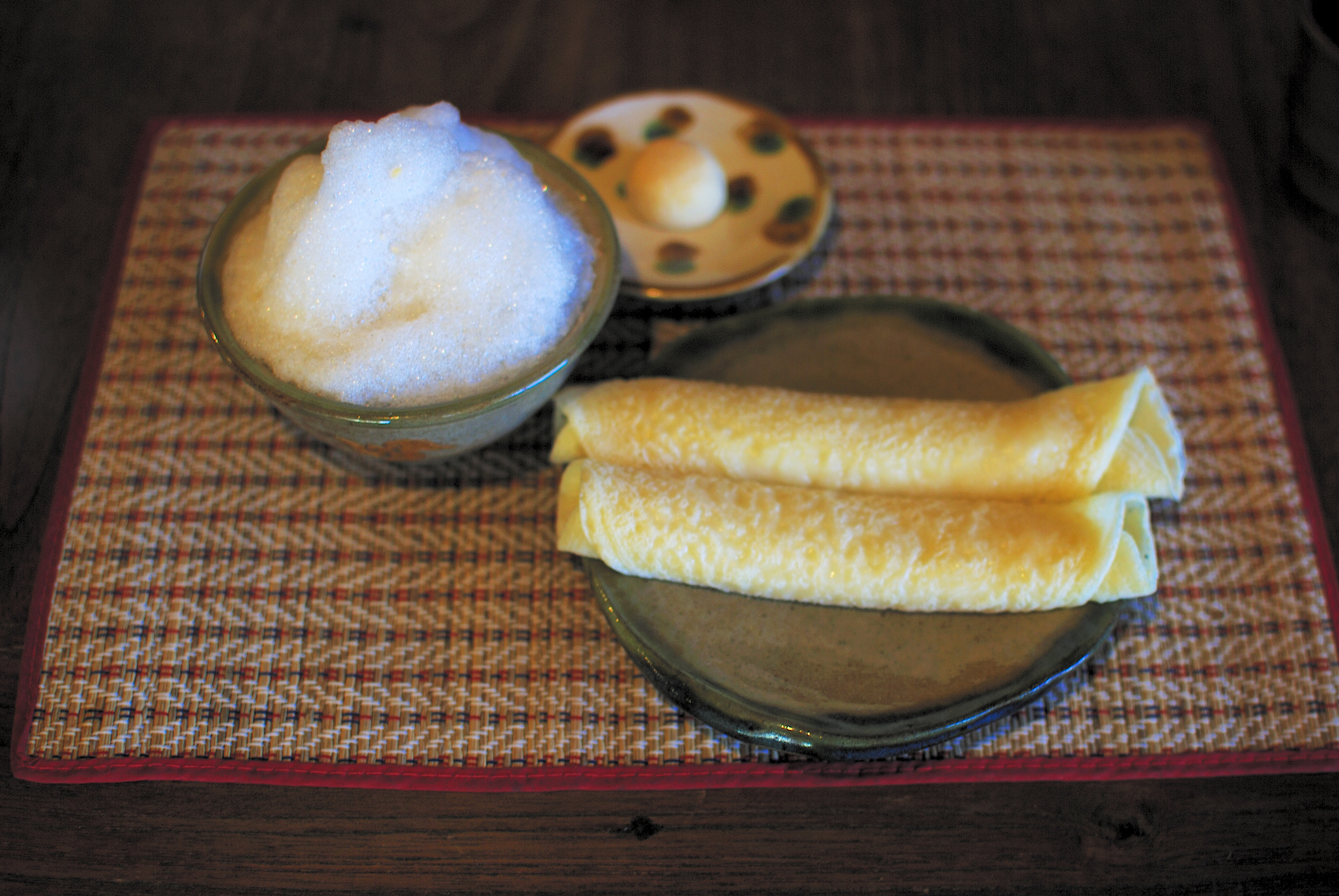
ポーポー（写真右）

ぽーぽーは、小麦粉を適量の水で溶き、フライパン等の平たい鍋で焼き、油味噌を塗って棒状に巻いた沖縄県の菓子。名称は中国の餑餑に由来するとの説もあるが、真偽の程は定かでない。外間守善は「包子」が「ポーズ」と転じ、それが「ぽーぽー」になったと聞かされたという。一般的にはカタカナ表記の「ポーポー」が多い。

## 概要
かつては家庭料理として作られたが、現在はもっぱら地元のパーラーなどで軽食として販売される。おやつとしての立ち位置は、本土におけるたいやきや今川焼きなどに近い。昔の沖縄では「ユッカヌヒー」（5月4日、本土の端午に相当）に子どもの成長を願って、ごちそうの一つとして作られていた。素朴で庶民的な軽食であるが、今日では伝統的な沖縄料理のひとつとして東道盆に盛り付けられることもある。
沖縄には「ぽーぽー」と類似した「ちんびん」という菓子もある。ちんびんは、小麦粉と黒糖を溶かした液を薄焼きにして棒状に丸めた、甘味の強い菓子である。ぽーぽーとちんびんは本来別のものであるが、前者は白ぽーぽー、後者は赤ポーポーなどと呼ばれており、現代は両者の区別がなくなりつつある。

## 楚辺ポーポー
読谷村には、楚辺ポーポーという地域に伝えられる菓子がある。これは黒糖と重曹などを入れて焼きあげるパンケーキ状のもので、味噌などは巻き込まれず、一般にちんびんと呼ばれるものに近い。